# Holton (Indiana)
Holton és una població dels Estats Units a l'estat d'Indiana. Segons el cens del 2000 tenia 407 habitants.

## Demografia
Segons el cens del 2000, Holton tenia 407 habitants, 148 habitatges, i 107 famílies. La densitat de població era de 87,8 habitants/km².
Dels 148 habitatges en un 38,5% hi vivien nens de menys de 18 anys, en un 54,1% hi vivien parelles casades, en un 12,8% dones solteres, i en un 27,7% no eren unitats familiars. En el 25% dels habitatges hi vivien persones soles el 10,8% de les quals corresponia a persones de 65 anys o més que vivien soles. El nombre mitjà de persones vivint en cada habitatge era de 2,75 i el nombre mitjà de persones que vivien en cada família era de 3,18.
Per edats la població es repartia de la següent manera: un 31% tenia menys de 18 anys, un 9,8% entre 18 i 24, un 30% entre 25 i 44, un 18,9% de 45 a 60 i un 10,3% 65 anys o més.
L'edat mediana era de 33 anys. Per cada 100 dones de 18 o més anys hi havia 91,2 homes.
La renda mediana per habitatge era de 28.750$ i la renda mediana per família de 33.438$. Els homes tenien una renda mediana de 29.219$ mentre que les dones 19.167$. La renda per capita de la població era de 12.357$. Entorn del 14,5% de les famílies i el 22,6% de la població estaven per davall del llindar de pobresa.

## Poblacions més properes
El següent diagrama mostra les poblacions més properes.